# Gare de Nakamurabashi
La gare de Nakamurabashi (中村橋駅, Nakamurabashi-eki) est une gare ferroviaire de l'arrondissement de Nerima, à Tokyo au Japon. Elle est exploitée par la compagnie Seibu.

## Situation ferroviaire
La gare de Nakamurabashi est située au point kilométrique (PK) 7,5 de la ligne Seibu Ikebukuro.

## Historique
La gare de Nakamurabashi a été inaugurée le 11 juin 1924.

## Service des voyageurs

### Accueil
La gare est située sous les voies qui sont surélevées. Elle est ouverte tous les jours. 

### Desserte
- Ligne Seibu Ikebukuro :
  - voie 1 : direction Tokorozawa et Hannō
  - voie 2 : direction Nerima (interconnexion avec la ligne Seibu Yūrakuchō pour Kotake-Mukaihara, Shibuya ou Shin-Kiba) et Ikebukuro